# Виндхаузен
Виндхаузен (њем. Windhausen) општина је у њемачкој савезној држави Доња Саксонија. Једно је од 16 општинских средишта округа Остероде ам Харц. Према процјени из 2010. у општини је живјело 1.003 становника. Посједује регионалну шифру (AGS) 3156014.

## Географски и демографски подаци
Виндхаузен се налази у савезној држави Доња Саксонија у округу Остероде ам Харц. Општина се налази на надморској висини од 225 метара. Површина општине износи 3,5 km². У самом мјесту је, према процјени из 2010. године, живјело 1.003 становника. Просјечна густина становништва износи 283 становника/km².

## Међународна сарадња
| Мјесто      | Држава    | Врста сарадње | Од    |
| ----------- | --------- | ------------- | ----- |
| Бек ен Донк | Холандија | партнерство   | 1983. |
| Бек ен Дук  | Холандија | партнерство   | 1985. |
| Извор       |           |               |       |